# Elbschwanenorden
L'Elbschwanenorden (Ordine dei cigni Elbe) era un'associazione letteraria del barocco, fondata tra il 1656 e il 1660, sciolta nel 1667. Fu iniziata dal poeta e ministro protestante Johann Rist a Wedel. Uno degli obiettivi era mantenere l'integrità della lingua tedesca.

## Membri
- Daniel Bärholz (Philoclythus)
- Franz Burmeister (Sylvander)
- Constantin Christian Dedekind (ConCorD)
- Georg Greflinger (Celadon)
- Conrad von Höveln (Candorin)
- Friedrich Hofmann (Epigrammatocles)
- Martin von Kempe (Kleodor)
- Balthasar Kindermann (Kurandor)
- Matthäus Merian (Artisander)
- Johannes Praetorius (Prophulidor)
- Johann Rist (Palatin)
- Gottfried Wilhelm Sacer (Hierophilo)
- Jacob Schwieger (Philosophander)
- Jacob Sturm (Soliander)
- Gotthilf Treuer (Fidelidor)